# 切萨雷·马丁
切萨雷·马丁（義大利語：Cesare Martin，1901年5月14日—1971年2月26日），意大利男子足球运动员，司职后卫。他曾入选1924年夏季奥林匹克运动会意大利男子足球队名单，但并未上场参赛。